# Portoryko na Mistrzostwach Świata w Lekkoatletyce 2015
Portoryko na Mistrzostwach Świata w Lekkoatletyce 2015 – reprezentacja Portoryko podczas Mistrzostw Świata w Pekinie liczyła 3 zawodników, którzy nie zdobyli żadnego medalu.

## Występy reprezentantów Portoryko

### Mężczyźni
| Konkurencja                | Zawodnik       | Runda 1  | Runda 1 | Półfinał | Półfinał | Finał    | Finał   |
| Konkurencja                | Zawodnik       | Rezultat | Pozycja | Rezultat | Pozycja  | Rezultat | Pozycja |
| -------------------------- | -------------- | -------- | ------- | -------- | -------- | -------- | ------- |
| Bieg na 400 m przez płotki | Eric Alejandro | 49,94    | 32.     | NQ       | NQ       | NQ       | NQ      |
| Bieg na 400 m przez płotki | Javier Culson  | 49,02    | 10. Q   | 49,36    | 18.      | NQ       | NQ      |

### Kobiety
| Konkurencja   | Zawodniczka        | Runda 1  | Runda 1 | Półfinał | Półfinał | Finał    | Finał   |
| Konkurencja   | Zawodniczka        | Rezultat | Pozycja | Rezultat | Pozycja  | Rezultat | Pozycja |
| ------------- | ------------------ | -------- | ------- | -------- | -------- | -------- | ------- |
| Bieg na 200 m | Celiangeli Morales | 23,34    | 39.     | NQ       | NQ       | NQ       | NQ      |